# Ellen Enslin

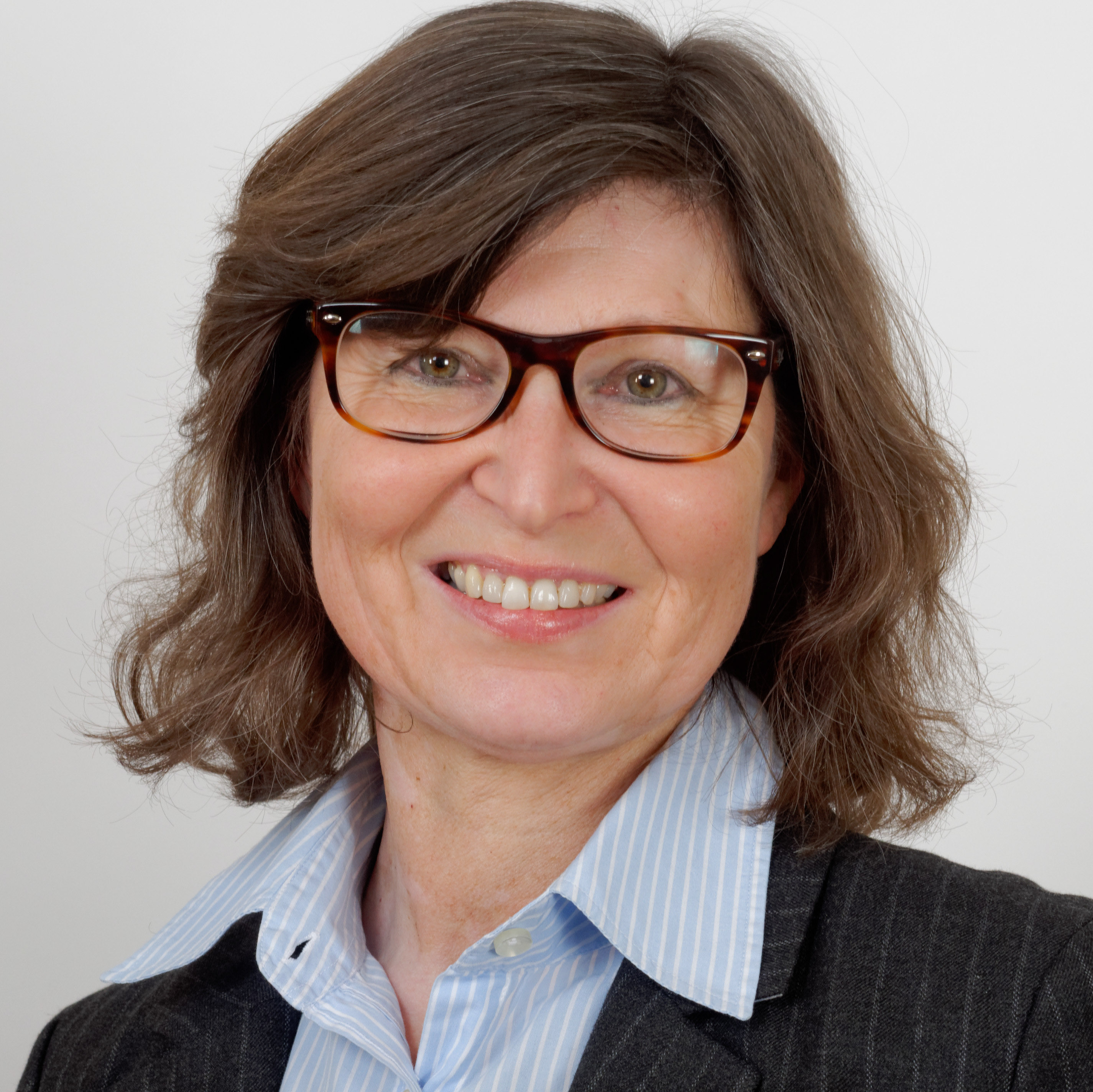
Ellen Enslin (2013)

Ellen Enslin (* 26. November 1960 in Schleswig) ist eine deutsche Politikerin (Grüne) und war in 18. Wahlperiode von 2009 bis 2014 Abgeordnete zum Hessischen Landtag.
Nach dem Abitur 1980 am Lichtenberg-Gymnasium in Cuxhaven Lehre und Berufsausübung als Groß- und Einzelhandelskauffrau. 1984 bis 1990 folgte ein Studium der Wirtschaftswissenschaften an der Fernuniversität Hagen.
Politisch engagiert seit 1990 in der Bürgerinitiative Brandholz und beim BUND. Seit 1993 Mitglied und Fraktionsvorsitzende der Grünen im Stadtrat von Usingen. Seit 2006 Mitglied des Kreistages des Hochtaunuskreises. Ihre Kandidatur bei den Direktwahlen des Landrats des Hochtaunuskreises 2006 war mit 13,1 % der Stimmen nicht erfolgreich. Sie war Direktkandidatin im Wahlkreis Hochtaunus I für die Landtagswahlen 2003, 2008, 2009 und 2013 und 2018. Sie war Sprecherin für Datenschutz und Kommunales der Grünen-Fraktion im Hessischen Landtag.
Ellen Enslin ist verwitwet und hat 2 Kinder und 2 Enkelkinder sowie drei Geschwister.

## Veröffentlichungen
- Euro Ratgeber für Klein- und Mittelbetriebe
- Frau 2000 -Frau und Wirtschaft